# Inspiration Software
Inspiration Software, Inc. est une entreprise américaine qui développe et publie un logiciel d'apprentissage visuel pour les enseignants, les étudiants et les professionnels nommé Inspiration. L'apprentissage visuel est l'utilisation d'organisateurs graphiques tels que des schémas, des diagrammes ou des réseaux de concepts pour représenter visuellement des idées ainsi que leurs relations. Des recherches scientifiques démontrent clairement que l'apprentissage visuel est l'une des méthodes d'enseignement les plus efficaces pour montrer aux élèves de tous âges comment améliorer leurs habiletés de réflexion, de mémorisation et de rédaction.

## Mission
La mission de l'entreprise basée dans l'État de l'Oregon est de soutenir les innovations en éducation et d'apporter une contribution positive en offrant aux étudiants des logiciels-outils leur permettant d'apprendre à penser. Selon l'entreprise de recherche marketing Quality Éducation Data (QED), une division de Scholastic, les produits de la compagnie Inspiration Software sont présents dans plus de 60 % des districts scolaires aux États-Unis.

## Histoire
Inspiration Software a été fondé en 1982 par Donald Helfgott et Mona Westhaver. Originairement axée sur les besoins du monde des affaires, le premier produit a été un logiciel aidant les analystes à créer des produits pour le domaine des affaires. Par la suite, l'entreprise a développé le modèle Tandy 100, un des premiers ordinateurs portables, utilisé par les équipes de vente sur le terrain, par les écrivains et les éditeurs.
En 1987, la compagnie s'est concentrée sur le développement d'outils d'organisation, de réflexion et de brainstorming. La première version du logiciel Inspiration a été lancé pour le Mac en 1988. Par la suite, des versions pour Windows, des mises à jour importantes et une version en japonais ont été développées sur les deux plates-formes.
L'année 1996 a apporté un grand changement, à savoir le développement du logiciel Inspiratio pour les besoins spécifiques au monde de l'éducation afin de répondre aux attentes des enseignants et des étudiants. La version Éducation de Inspiration 5 a été lancé en 1997 et a été pour le niveau primaire. Ensuite pour étendre l'apprentissage visuel aux plus jeunes enfants, le logiciel Kidspiration a été lancé en 2001.
De nouvelles versions ont suivi avec le lancement de la version 7 de Inspiration en 2002 et la version 2 de Kidspiration en 2004. Une version adaptée pour Palm a vu le jour en 2004. La même année, le logiciel a été traduit en langue française. En 2005, les versions 7.6 de Inspiration et 2.1 de Kidspiration ont été développés pour intégrer de nouvelles fonctionnalités émergentes dans le domaine de l'éducation notamment les tableaux blancs interactifs, les Tablet PC et Pocket PC. En février 2006, la version 8 (en langue anglaise) a été mise sur le marché. La version 8 en langue française est sortie en septembre 2007. La version 8 enrichit les modes traditionnels d’organisation des idées en plan et diagrammes, par un mode carte mentale (mind map) utilisé comme mode de base par d’autres logiciels de la même famille. Inspiration Software 8 facilite la recherche de symboles à l’aide de mots-clés et possède une bibliothèque de milliers de nouveaux symboles. La recherche scolaire est rendue plus aisée par la manipulation de type glisser-déposer. Les options de transfert et d’exportation vers d’autres logiciels sont améliorées.